# Körző csillagkép
A Körző (latin: Circinus) csillagkép.

A Körző csillagkép

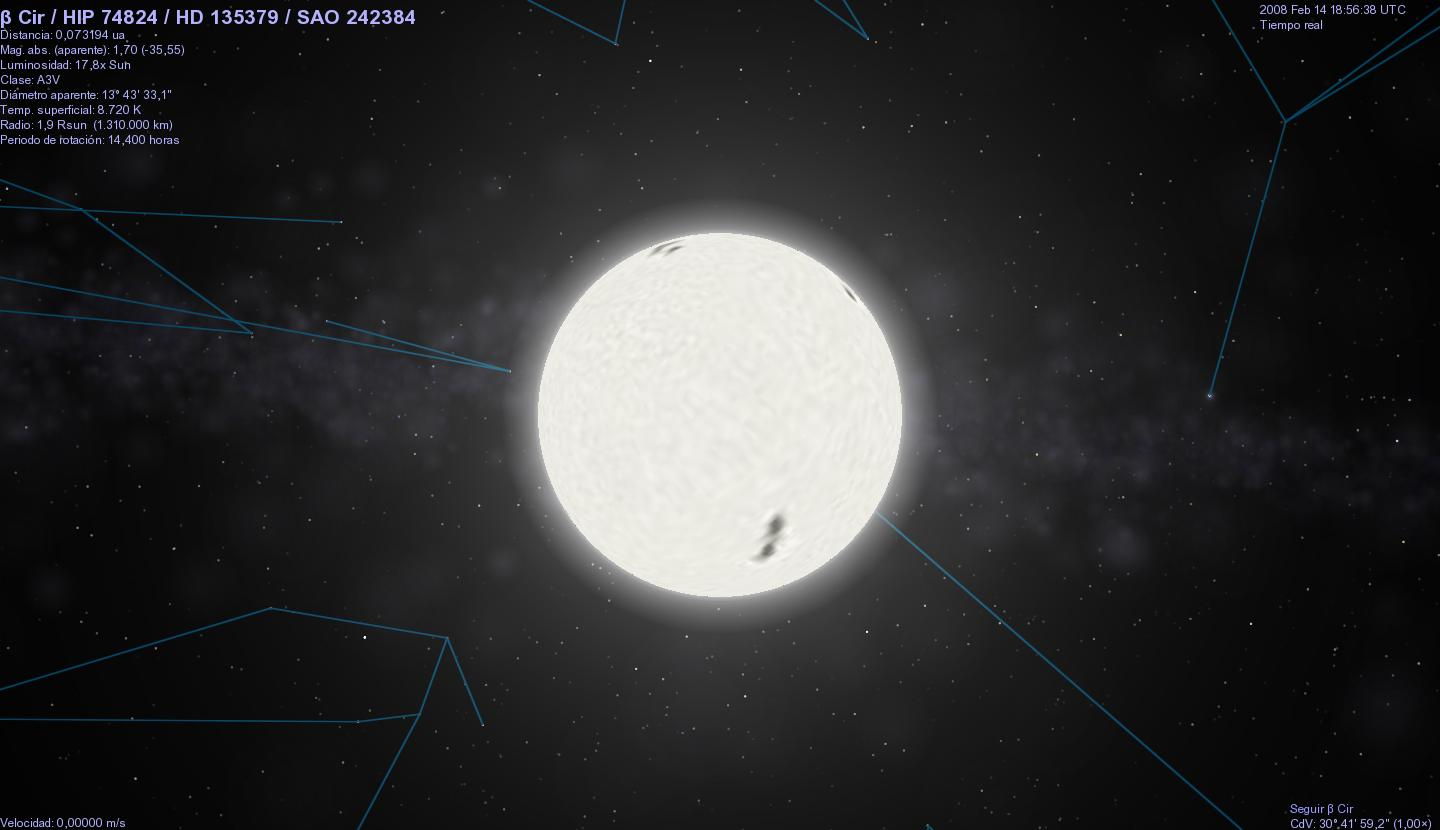
β Circini

## Története, mitológia
A csillagképet Nicolas Louis de Lacaille apát, francia csillagász vezette be a 18. században, a Körző nevet adta neki, és stílusosan a Szögmérő csillagkép mellett helyezte el.

## Csillagok
Jellegtelen, halvány csillagkép az Alfa Centauri közvetlen közelében.
- α Circini: kettőscsillag, a főkomponens egy harmadrendű fehér-, a kísérő pedig egy 9 magnitúdós csillag, amely már kis távcsövön is megfigyelhető.
- β Circini: az abszolút fényessége 1,7M, a látszólagos pedig 4m. A Napnál 17,8-szer fényesebb. A hőmérséklete 8 720 K, a sugara 1 310 000 km, 1,9-szerese a Napénak. (Lásd a képen szereplő adatokat!)
- γ Circini: a csillag fényrendje 4,5m.

## Mélyég-objektumok
A csillagképben nincs nevezetes mélyégobjektum.

## Fordítás
Ez a szócikk részben vagy egészben  a   Circinus című angol Wikipédia-szócikk fordításán alapul.  Az eredeti cikk szerkesztőit annak laptörténete sorolja fel. Ez a jelzés csupán a megfogalmazás eredetét és a szerzői jogokat jelzi, nem szolgál a cikkben szereplő információk forrásmegjelöléseként.